# Władimir Miedinski
Władimir Miedinski (ros. Владимир Мединский; ur. 18 lipca 1970 w Smile) – rosyjski polityk, doktor nauk historycznych (od 1994), w latach 2012–2020 minister kultury Federacji Rosyjskiej.
Władimir Miedinski urodził się 18 lipca 1970 w obwodzie czerkaskim na terytorium byłego ZSRR, dziś Ukrainy. W latach 1987–1992 studiował na Moskiewskim Instytucie Stosunków Międzynarodowych (MGIMO). Od 1992 do 1998 pracował w branży medialnej. W 1994 roku otrzymał tytuł doktora w dziedzinie nauk pomocniczych historii. Od 2001 roku jest członkiem partii Jedna Rosja. W latach 2012–2020 piastował funkcję Ministra Kultury Federacji Rosyjskiej.
W trakcie Inwazji Rosji na Ukrainę był przewodniczącym rosyjskiej delegacji podczas spotkania z delegacją ukraińską w dniu 28 lutego 2022 roku na granicy białorusko-ukraińskiej nad rzeką Prypeć. 